# Banpu
Banpu (thailändisch บริษัท บ้านปู จำกัด (มหาชน); kompletter Name auf Englisch: Banpu Public Company Limited) ist ein am 16. Mai 1983 begründetes thailändisches Bergwerk- und Energieversorgungsunternehmen.

## Unternehmen
Das Unternehmen betreibt im Wesentlichen Kohlebergbau und Kohlekraftwerke in Thailand, Indonesien und der Volksrepublik China. Ursprünglich nannte es sich „Ban Pu Coal Company“ und war im Besitz der Familien Auapinyakul und Vongkusolkit. Es beschäftigte 2013 über 6000 Mitarbeiter in sechs Ländern. Ungefähr die Hälfte in Indonesien, ein Drittel in Australien und der verbleibende Rest in China, Thailand, Vietnam, Laos und der Mongolei. Die Banpu-Aktie ist Bestandteil des SET Index.